# Job 35
Job 35 es el trigesimoquinto capítulo de capítulo del Libro de Job en la Biblia hebrea o el Antiguo Testamento de la cristiana . El libro es anónimo; la mayoría de los estudiosos creen que fue escrito alrededor del siglo VI a. C. Este capítulo recoge el discurso de Eliú, que pertenece a la sección «Veredictos» del libro, que comprende Job 32:1–Job 42:6.

## Texto
El texto original está escrito en lengua hebrea. Este capítulo se divide en 16 versículos.

### Testimonios textuales
Algunos manuscritos antiguos que contienen el texto de este capítulo en hebreo pertenecen al Texto masorético, que incluye el Códice de Alepo (siglo X) y el Codex Leningradensis (1008). Se encontraron fragmentos que contienen partes de este capítulo en hebreo entre los Rollos del Mar Muerto, incluyendo 4Q100 (4QJobb; 50–1 a. C.) con los versículos 15–17 conservados.

## Análisis
La estructura del libro es la siguiente:
- El prólogo (capítulos 1-2)
- El diálogo (capítulos 3-31)
- Los veredictos (32:1-42:6)
- El epílogo (42:7-17)

Dentro de la estructura, el capítulo 35 se agrupa en la sección «Veredicto» con el siguiente esquema:
- El veredicto de Eliú (32:1-37:24)
  - Introducción en prosa de Eliú (32:1-5)
  - La apología de Eliú (32:6-22)
  - Transición de la apología al argumento (33:1-7)
  - Primer discurso de Eliú (33:8-33)
  - Segundo discurso de Eliú (34:1-37)
  - Tercer discurso de Eliú (35:1–16)
    - Cita de las acusaciones de Job (35:1–3)
    - El efecto de la maldad y la justicia en Dios (35:4–8)
    - Por qué Dios puede no responder a los gritos de auxilio (35:9–13)
    - La búsqueda de Job por el litigio es vana (35:14–16)

  - Cuarto discurso de Eliú (36:1–37:24)
- La aparición de Dios (discursos de Yahvé) y las respuestas de Job (38:1–42:6)
  - Primera intervención de Dios (38:1-40:2)
  - Primera respuesta de Job: una respuesta insuficiente (40:3-5)
  - Segunda intervención de Dios (40:6-41:34)
  - Segunda respuesta de Job (42:1-6)

La sección que contiene los discursos de Eliú sirve de puente entre el diálogo (capítulos 3–31) y los discursos de YHWH (capítulos 38–41). Hay una introducción en forma de prosa (Job 32:1–5) que describe la identidad de Eliú y las circunstancias que le llevan a hablar (a partir de Job 32:6). Toda la sección del discurso puede dividirse formalmente en cuatro monólogos, cada uno de los cuales comienza con una fórmula similar (Job 32:6; 34:1; 35:1; 36:1). El primer monólogo de Eliú va precedido de una apología (justificación) por hablar (Job 32:6-22) y una parte transitoria que introduce los argumentos principales de Eliú (Job 33:1-7) antes de que comience formalmente el discurso (Job 33:8-33).
En los tres primeros discursos, Eliú cita y luego refuta las acusaciones específicas de Job en el diálogo anterior:
| Acusaciones de Job | Respuesta de Eliú |
| ------------------ | ----------------- |
| Job 33:8–11        | Job 33:12–30      |
| Job 34:5–9         | Job 34:10–33      |
| Job 35:2–3         | Job 35:4–13       |

El tercer discurso de Eliú en el capítulo 35 comienza citando otras acusaciones de Job (Job 35:2-3) y refutándolas (versículos 4-13) antes de dar la conclusión (versículos 14-16). El discurso se centra en que el Dios trascendente no depende de los seres humanos (versículos 4-8), por lo que no tiene la obligación de responder a los gritos de ayuda (versículos 9-13).
En los capítulos 36-37, Eliú deja de refutar las acusaciones de Job, pero expone sus conclusiones y su veredicto:
1. Una llamada a Job (Job 36:1-21)
2. Un himno de alabanza a Dios como creador (Job 36:22-37:13)
3. Un discurso final a Job (Job 37:14-24)[16]

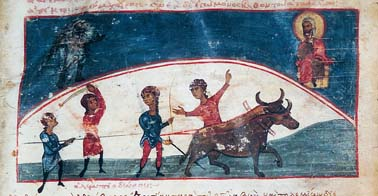
Libro de Job en manuscritos bizantinos iluminados con ilustraciones cíclicas (1400 d. C.). Bibliothèque Nationale. París.

## Eliú cuestiona la motivación de Job (35:1–3)
En esta sección, Eliú recopila varias palabras de Job (Job 7:19–20; 9:22–31 y 21:7–13) que afirman que no hay ninguna ventaja (o «bendición») en elegir la rectitud en lugar del pecado. Ninguna de estas palabras parece obtener respuesta alguna de Dios, según Job (versículos 2–3).

### Versículo 3
[Eliú dijo:] «Porque tú has dicho: “¿Qué ventaja tendré yo?”
«¿Qué ganancia tendré si soy purificado de mi pecado?»
- «¿Qué ganancia tendré...»: el texto en hebreo puede traducirse como «¿Qué gano con mi pecado?», pero como Job ha afirmado que no ha pecado, esto tiene que ser elíptico: «más que si hubiera pecado» o también podría ser «¿Qué gano sin pecado?».[20]

## Tercer discurso de Eliú (35:4–16)
Eliú dirige su discurso a Job y a sus amigos, por lo que sus palabras sirven de corrección para todos ellos. El punto principal de Eliú es que ni la justicia ni la maldad humanas afectarán o beneficiarán a Dios, por lo que el silencio divino demuestra la trascendencia soberana de Dios como Creador. Una persona puede estar clamando por ayuda, pero no estar buscando a Dios (versículo 10a), por lo que puede que quiera la ayuda de Dios, pero no a Dios mismo. Sin embargo, Dios es también «el que da cánticos por la noche», es decir, Dios está presente incluso en medio de los momentos difíciles (Salmo 23:4).

### Versículo 14
[Eliú dijo:] «Aunque dices que no lo ves,
«sin embargo, el juicio está ante Él,
«y debes confiar en Él».
- «Debéis confiar en Él»: o «debéis esperar en Él»[23]

## Comentarios

### De la Iglesia católica

#### A todo el capítulo
Gregorio Magno comenta que quienes se acercan al dolor ajeno con espíritu de reproche y no de consuelo muestran más deseo de exhibir su propia elocuencia que de aliviar la pena del afligido. En Elihú ve la figura del predicador vano, que se complace en su discurso y en la severidad de sus juicios, pero no entra en la hondura del sufrimiento ni ofrece una palabra de verdadera misericordia. Para Gregorio, esa actitud es una falta grave: el que habla en nombre de Dios debe buscar levantar al que sufre, no aumentar su carga ni imponer silencio a su clamor.

Este defecto suele ser propio de los soberbios: que tienen por pocas las muchas cosas que han dicho, y creen que son muchas las pocas que les dicen a ellos, porque como siempre quieren decir sus cosas, no escuchan las ajenas y piensan que se les lleva la contraria si no derraman destempladamente lo que también sin templanza se les ocurre.

#### Al versículo 2
La diversidad de traducciones muestra bien la dificultad y la riqueza de la expresión. Según la lectura griega, Job afirmaría su inocencia en la presencia del Señor; según la Vulgata, en cambio, la frase suena como una acusación de orgullo desmedido al presentarse más justo que Dios mismo. La interpretación que sigue más de cerca el hebreo, y que recoge la Neovulgata, expresa con mayor equilibrio el pensamiento de Job: su conciencia no le acusa de culpa grave, se sabe justo ante Dios y, por eso, aguarda únicamente de Él la sentencia última. No hay aquí soberbia, sino la convicción de que el único juez verdadero es Dios, y que en su juicio se reconocerá la rectitud de su causa.